# 디즈니 스트리밍
디즈니 스트리밍(Disney Streaming)은 미국 뉴욕 맨해튼에 위치한, 월트 디즈니 컴퍼니의 기술 자회사다. MLB의 디지털 미디어 회사인 MLB 애드밴스드 미디어에서 분사되어 2015년에 설립되었다. 이 회사의 주요 고객은 ESPN과 내셔널 하키 리그, 블레이즈 미디어다.